# Posse de Woodrow Wilson em 1917
A Posse de Woodrow Wilson em 1917 aconteceu em particular no dia 4 de março de 1917 e depois publicamente no dia seguinte, 5 de março, marcando o início de seu segundo mandato como o 28º presidente dos Estados Unidos e o segundo mandato de Thomas R. Marshall como vice-presidente. O Chefe de Justiça Edward Douglass White administrou o juramento presidencial.